# Juturnas källa
Juturnas källa (latin: Lacus Iuturnae) är belägen på Forum Romanum i Rom. Den var invigd åt vattennymfen Juturna.
Tvillingarna Castor och Pollux, söner till Jupiter och Leda, skall enligt legenden ha deltagit i slaget vid Regillus på romarnas sida. Efter slaget vattnade de sina hästar på Forum Romanum och meddelade romarna den segerrika utgången. Det skedde vid Juturnas källa, belägen mellan Dioskurernas tempel och Palatinen. Här finns nu resterna av en bassäng och en liten helgedom, rekonstruerad på 1950-talet.
Inskriptionen lyder: